# Giovanni Battista Ricci
Giovanni Battista Ricci (* 6. Februar 1845 in Montenovo, Provinz Ancona; † 10. November 1929) war ein italienischer Geistlicher und römisch-katholischer Erzbischof von Ancona und Numana.

## Leben
Giovanni Battista Ricci empfing am 21. September 1867 das Sakrament der Priesterweihe.
Am 29. November 1895 ernannte ihn Papst Leo XIII. zum Bischof von Macerata und Tolentino. Der Kardinalvikar für das Bistum Rom, Lucido Maria Kardinal Parocchi, spendete ihm am 1. Dezember desselben Jahres die Bischofsweihe. Am 9. Juni 1902 ernannte ihn Leo XIII. zum Bischof von Jesi. Papst Pius X. ernannte ihn am 21. Juli 1906 zum Erzbischof von Ancona und Numana.